# Jóhannes R. Jóhannesson
Jóhannes R. Jóhannesson (ur. 25 grudnia 1974 w Reykjavíku) – islandzki snookerzysta.

## Kariera
Jóhannes R. Jóhannesson zaczął grać w snookera w wieku 14 lat. Na Mistrzostwach Świata U21 w 1993 roku dotarł do ćwierćfinału, gdzie został o włos pokonany przez ostatecznego finalistę Indika Dodangodę 4:5. W tym samym roku odpadł w rundzie wstępnej swojego pierwszego udziału w amatorskich mistrzostwach świata mężczyzn. W 1994 roku dostał się do półfinału Mistrzostw Europy, gdzie przegrał 7:2 ze Stefanem van der Borghtem. Na Mistrzostwach Świata Amatorów w 1994 roku, po zwycięstwach z Paulem Dowlingiem, Quintenem Hannem i Sompornem Kanthawangiem, jako jedyny Islandczyk w historii dotarł do finału, w którym przegrał z Pakistańczykiem Mohammedem Yousufem 9:11. W 1994 roku został także mistrzem Islandii do lat 21, pokonując w finale 6:5 Kristjána Helgasona.  Od sezonu 1995/96 Jóhannes grał w Main Tour przez dwa sezony.  Swój najlepszy światowy ranking osiągnął na koniec sezonu 1995/96, zajmując 487. miejsce. Na Mistrzostwach Europy w 2001 roku dotarł do ćwierćfinału. W latach 2000−2002 trzykrotnie z rzędu docierał do finału mistrzostw Islandii. Po przegranej ze swoim bratem Jóhannesem B. Jóhannessonem w 2000 r. i Kristjánem Helgasonem w 2001 r. pokonał brata 9:7 w 2002 i zdobył swój pierwszy tytuł mistrza kraju mężczyzn.

## Finały w karierze

### Finały amatorskie
| Rezultat  | Rok  | Turniej                        | Przeciwnik              | Wynik |
| --------- | ---- | ------------------------------ | ----------------------- | ----- |
| Zwycięzca | 1994 | Mistrzostwa Islandii do lat 21 | Kristjana Helgasona     | 6:5   |
| Finalista | 1994 | Mistrzostwa Świata IBSF        | Mohammed Yousuf         | 9:11  |
| Finalista | 2000 | Mistrzostwa Islandii           | Jóhannes B. Jóhannesson | 4:9   |
| Finalista | 2001 | Mistrzostwa Islandii           | Kristjana Helgasona     | 1:9   |
| Zwycięzca | 2002 | Mistrzostwa Islandii           | Jóhannes B. Jóhannesson | 9:7   |